# Eleccions presidencials del Senegal de 2012
El 26 de febrer de 2012 es van celebrar les eleccions presidencials en Senegal en mig de polèmica i crítiques sobre la presentació en les eleccions del fins ara president Abdoulaye Wade per possibles infraccions constitucionals. Les va guanyar el seu opositor Macky Sall en la segona volta el dia 26 de març del mateix any ja que ningú va guanyar la primera volta.

## Controvèrsies
Abans de les eleccions, Wade havia intentat impedir, a través del Consell Constitucional de Senegal, que un dels seus principals opositors, Macky Sall i va prohibir al cantant Youssou N'Dour a que poguessin presentar-se. Això va generar protestes, vandalisme i enfrontaments amb la policia. Va arribar a un acord amb Sall i es va unir a la seva candidatura.
Paral·lelament, també va haver controversia sobre si Wade es podia tornar presentar-se a un tercer mandat. L'any 2000, quan Wade va ser elegit president per primer cop, va decidir limitar constitucionalment els mandats presidencials a dos mandats. Després de guanyar les eleccions de 2012 i de 2017, hi va haver crítiques de la constitucionalitat de presentar-se a un tercer mandat. El Consell Constitucional va pronunciar que el primer mandat (2000-2007) no comptava per la nova Constitució.